# Orunito
Orunito (ou Ornitho, オルニト en japonais) est un manga hentai écrit et dessiné par Suehirogari.  Les 10 chapitres qui le composent ont été prépubliés dans le magazine Comic Hotmilk en 2011 puis regroupés en deux volumes publiés au Japon par Core Magazine. C'est une suite aux deux volumes de la série CAGE,.

## Synopsis
Le manga se divise en deux parties se déroulant quelque temps après les événements de CAGE.
Dans la première partie, une nouvelle enseignante arrive dans le lycée. Elle est vite repérée par le groupe d'étudiants qui ont déjà obligé des enseignantes à se livrer à des jeux sexuels. Le groupe trouve rapidement le journal intime de la nouvelle professeure et l'utilise comme moyen de pression pour lui faire réaliser divers expériences sexuelles. Cette nouvelle enseignante se montre très facilement manipulable.
Dans la seconde partie, c'est la présidente du conseil des élèves qui est pris pour cible.